# Забери мою душу
«Забери мою душу» (англ. My Soul to Take) — американський фільм жахів 2010 року, знятий режисером Весом Крейвеном за власним сценарієм.

## Зміст
Сонне містечко Рівертон очікує здійснення пророцтва: серійний вбивця має повернутися на місце своїх злочинів, щоб убити сімох дітей, що народилися у день його смерті. Та чи справді маніяк мертвий? Чи зло переселилося у тіло необережного підлітка, якому тепер належить завершити страшну місію?

## Ролі
| Актор             | Роль                     |
| ----------------- | ------------------------ |
| Макс Тіріот       | Адам «Баг» Хеллерман     |
| Джон Магаро       | Алекс Данкельман         |
| Нік Лашавей       | Брендон О'Ніл            |
| Зена Грей         | Пенелопа Брайт           |
| Емілі Мід         | Лія «Фенг» Хеллерман     |
| Поліна Олшінскі   | Бріттані Каннінгем       |
| Дензел Уїтакер    | Джером Кінг              |
| Шеріка ІПХС       | Шандель                  |
| Джеремі Чу        | Джей Чань                |
| Рауль Еспарза     | Абель Пленков            |
| Джессіка Хетч     | Мей Хеллерман            |
| Френк Ґрілло      | Детектив Френк Паттерсон |
| Данай Гуріра      | Джинн-Баптист            |
| Харріс Юлін       | Доктор Блейк             |
| Денніс Бутсікаріс | Директор Пратт           |
| Фелікс Соліс      | Містер Кайзер            |
| Крістофер Плейс   | Рівертонський різник     |

## Створення фільму

### Кастинг
Генрі Гоппер, сина померлого актора Денніса Гоппера, повинен був зіграти роль Адама «Бага» Геллермана, але його замінив Макс Тіріот після того, як Гоппер захворів мононуклеозом. Джон Магаро зіграв роль Алекса Данкельмана, друга Адама, який страждає від побоїв вітчима Квінта у виконанні Лу Самрелла. Поліна Олшінскі зіграла Бріттані Каннінгем, яка приховує, що їй подобається Адам. Нік Лошвей виконав роль Брендона О'Ніла, типового шкільного спортсмена і найпопулярнішого хлопця в школі, з яким зустрічається Бріттані. В інших ролях знялися Зена Грей Дензел Вітакер, Тревор Сент-Джон, Рауль Еспарса і Шарика Еппс.

### Зйомки
Зйомки почалися у квітні 2008 року, а прем'єра фільму спочатку була призначена на жовтень 2009. Крейвен дав перший опис вбивці в березні 2009 року: «Людина, яка живе в річці», він гавкає і живе в лісі з моменту його ймовірної смерті. Фільм спродюсований Ентоні Катагесом і Ійей Лабунка, дружиною Крейвена.
Більшість основних зйомок сцен проходило в містах Массачусетс, шкільні сцени знімалися в будівлі середньої школи «Tolland High School», розташованої в місті Толланд в штаті Коннектикут в менш ніж годині їзди від знімального майданчика в Массачусетсі. Школа була відкрита після ремонту 2 роки після відкриття нової будівлі «Tolland High School». За ці 2 роки були відзняті шкільні сцени до початку навчального року.

### 3D формат
Фільм був знятий у форматі 2D. Єдиною причиною конвертації фільму в 3D стала зростаюча популярність формату серед глядачів.

### Реліз
Прем'єра трейлера відбулася на показі фільмів «Обитель зла 4: Життя після смерті» і «Диявол». Прем'єра фільму відбулася 8 жовтня 2010 року.

## Цікаві факти
- Промокампанія фільму використовувала відеоролик, в якому невідомий зарізав кількох людей на прем'єрі картини прямо перед режисером Весом Крейвеном. Пізніше автори зізналися, що відео було постановочним.
- Починаючи з фільму «Кошмар на вулиці В'язів 7», це буде перший фільм Веса Крейвена, в якому він виступає і режисером і сценаристом.
- Слоган картини: «Only One Has The Power To Save Their Souls».
- Робоча назва фільму — «25/8».
- У трейлері фільму була використана пісня «You're Going Down» у виконанні групи Sick Puppies.
- Алекс дивиться фільм Альфреда Хічкока «Птахи» 1963 року.
- Робота над колірною фактурою картини була закінчена 6 жовтня 2009 року.
- Первісна прем'єра була пересунута з 29 жовтня на 8 жовтня 2010 року.
- Картина зібрала найменшу суму грошей в прем'єрні вихідні за всю історію формату 3D.
- Назва картини — рядок з молитви: "Now I lay me down to sleep, I pray the Lord my soul to keep. If I should die before I wake, I pray the Lord 'my soul to take' ".
- Дещо змінена версія є в пісні «Enter Sandman» группы Metallica.
- Зброя вбивці — випущений обмеженою серією бойовий ніж «Black Talon» від американської компанії Cold Steel.

## Музика
Офіційний альбом з музикою Марко Белтрамі, що складається з 14 композицій, надійшов у продаж 4 жовтня 2010 року.
1. Night Of The Ripper (02:06)
2. Abel's Theme (02:23)
3. Seven Souls (01:47)
4. Bad For Tourism (01:19)
5. Condor Edifice (01:30)
6. Pray For Our Souls (02:13)
7. Condor & Crow (02:29)
8. The Unveiling (02:42)
9. Fang Zone (02:45)
10. River's Edge (03:00)
11. Two Stiffs (02:43)
12. Not My Mother (02:46)
13. Ripping The Shreds (03:29)
14. The Ripper Talks (04:03)

В фильме звучали песни:
- «Plague Bearers» — Earth Crisis
- «Fang's Gang» — Danny Saber
- «No You Girls» — Franz Ferdinand
- «Impossible» — Band of Skulls
- «Everything Touches Everything» — These United States
- «I Want You To Keep Everything» — These United States

## Критика
Фільм не був показаний критикам до прем'єри. Картина отримала негативні відгуки критиків. Сайт Rotten Tomatoes присвоїв фільму всього 8 % на основі 42 оглядів, з середнім балом 2.9/10. Фільм був охарактеризований як «нудний, що не захоплюючий і шаблонний», сказавши, що «режисер і сценарист Крейвен занадто рано закінчив свою триваву майже 5 років відпустку». Якість 3D також було оцінено вкрай низько.